# Страсбургер, Генрих
Генрих Стра́сбургер (пол. Henryk Strasburger; 28 мая 1887, Варшава — 2 мая 1951, Лондон) — польский политик, юрист.

## Биография
Выходец из семьи немецких протестантов из Фрайберга, переселившихся в Польшу в конце XVIII века. Его дед, Эдуард Страсбургер, был кондитером, владельцем известной кондитерской в Варшаве.
После окончания гимназии в Берлине, Генрих, обучался в университете Гейдельберга, позже в Харьковском университете, где в 1913 году получил степень доктора права.
После окончания обучения работал на руководящих должностях в польских компаниях. 
В 1916 — 1917 годах служил в торговой комиссии Временного Государственного совета.
С октября 1918-го по 1922 год, - заместитель госсекретаря Министерства промышленности и торговли. В 1918 году входил в состав временного правительства Владислава Врублевского.
С сентября 1920 года по март 1921 года работал в составе польской полномочной делегации на переговорах по заключению мирного договора c РСФСР, УССР и БССР в Риге.
18 марта 1921 года был одним из представителей Польской Республики, подписавшим Рижский мирный договор.
С 19 сентября 1921 года по 5 марта 1922 года Министр промышленности и торговли Польши, в правительстве Антония Пониковского,
 
- с 31 июля 1922 года по 14 декабря 1922 года в правительстве Юлиана Новака,

- в правительстве Владислава Сикорского (14 декабря 1922 — 13 января 1923 года).
C 1924-го по 1932 год, — Генеральный Комиссар Польши в Вольном городе Данциге.
В 1933—1939 гг., избирается президентом Центрального Союза польских промышленников — основной организации промышленных и финансовых кругов Польши того времени.
C началом Второй мировой войны и оккупации Польши Германией, занимал различные должности в Польском Правительстве в изгнании. В некоторых польских публикациях утверждалось, что Страсбургер сотрудничал с советской разведкой.
Скончался в Лондоне 2 мая 1951 года, в возрасте 63 лет.

## Награды
1. Командорский Крест со звездой ордена Возрождения (Польша);
2. Командорский Крест Ордена возрождения (Польша, 1922);
3. Командор Ордена Почетного легиона (Франция, 1922);
4. Кавалер ордена Почетного легиона (Франция, 1926);
5. Большой Крест со Звездой Орденa Белой розы (Финляндия);
6. Кавалер Большого креста ордена Короны (Италия);
7. Орден Короны (Италия);
8. Орден Короны (Бельгия);
9. Орден Короны (Румыния);
10. Орден Святого Саввы (Югославия);
11. Орден Восходящего солнца (Япония);
12. Большой крест I степени (Австрия)[5]